# Elodie Hooftman
Elodie Hooftman (Hoofddorp, 21 december 1992) is een Nederlandse actrice. Ze studeerde in 2014 af aan de film actors academy and masterclasses (faaam) in Amsterdam. Haar televisiedebuut maakte ze tijdens haar studie in 2012, toen ze Anna speelde in de jeugdfilm VRijland 4, van regisseurs Diede in 't Veld, Harald van Eck en Aram van de Rest. In 2013 maakte ze haar filmdebuut, in de NTR-kortfilm Sync van regisseur Mari Sanders. Hierin speelde ze de hoofdrol als personage Kimberly. Sync werd in 2013 genomineerd voor een Gouden Kalf in de categorie korte films. In 2016 speelde ze Liz in de Zapp-jeugdserie Lost in the Game.
Bij het 48 Hour Film Project Amsterdam 2019 werd Elodie tot beste actrice verkozen voor haar rol van Joy in de winnende film JOY.

## Filmografie
| Jaar      | Titel:              | Rol:          | Producent:          | Regie:                                                |
| Film      | Film                | Film          | Film                | Film                                                  |
| --------- | ------------------- | ------------- | ------------------- | ----------------------------------------------------- |
| 2019      | JOY                 | Joy           | STV Media           | Steve Oen                                             |
| 2015      | Crooked 180         | Anne          | Opslaan Als         | Kevin Boitelle                                        |
| 2013      | Stuk!               | Riley         | Steven de Jong      | Steven de Jong                                        |
| 2013      | Sync                | Kimberly      | IJswater films      | Mari Sanders                                          |
| Televisie |                     |               |                     |                                                       |
| 2017      | Papadag             | hippie meisje | BosBros - AVRO/TROS | Sia Hermanides, Alieke van Saarloos                   |
| 2016      | Lost in the Game    | Liz           | BING Film & TV      | Aram van de Rest, Jan Albert de Weerd, Ruud Schuurman |
| 2014      | Verborgen Verhalen  | Anna          | BING Film& TV       | Harald van Eck                                        |
| 2013      | Danni Lowinski 2S11 | Stefanie      | Talpa               | Martin Schwab                                         |
| 2013      | Popoz               |               | NL film             | Martijn Smits en Erwin van den Eshof                  |
| 2012      | VRijland 4          | Anna          | NL film             | Diede in 't Veld, Harald van Eck, Aram van de Rest    |
| Internet  |                     |               |                     |                                                       |
| 2012      | Iedereen is anders  |               | Eleonora Chernova   | Sia Hermanides                                        |
| 2011      | Team Alert          |               | Brandfighters       | Dennis Roelofs                                        |
| 2011      | Hoe pak jij dat aan |               | Trimbos             | Geert van der Heijden                                 |
| 2010      | Seksuele Gezondheid | Sofie         | Corrino             | Hugo Metsers (1968)                                   |